# Центр независимых социологических исследований
Центр незави́симых социологи́ческих иссле́дований (ЦНСИ) — автономная некоммерческая организация, занимавшееся академическими социальными исследованиями в России и в мире. ЦНСИ был создан в 1991 году в Санкт-Петербурге и работал до 2022 года.

## История центра
Идея создания независимого социологического центра возникла в конце 1980-х у Виктора Воронкова и Олега Вите. В то время они работали сотрудниками Ленинградского отделения Института социологии Академии наук СССР. С появлением возможностей развития независимых инициатив, ученые начали проводить самостоятельные исследования, тематика которых казалась немыслимой в институциональных рамках советской науки. Активное участие в практическом осуществлении идеи приняли Эдуард Фомин и Ингрид Освальд. Помимо организации и проведения социологических исследований, новый институт также был призван стать интеллектуальным и ресурсным центром для социальных ученых и студентов.
22 июня 2015 года Министерство юстиции Российской Федерации включило организацию в реестр «иностранных агентов».

## Основной вклад в научную дискуссию
Вместо популярных в советской социологии позитивистского и функционалистского подходов, сотрудники Центра опирались на новый для России 1990-х конструктивистский подход и приложили усилия для его популяризации. Количественная социология была отвергнута в пользу качественных методов. Для объяснения своей точки зрения и популяризации новых подходов, ЦНСИ инициировал ряд международных методологических конференций («Биографический метод в изучении постсоциалистических обществ» (1996)), реализовал проекты профессиональной социализации и повышения квалификации для студентов и профессионалов, публиковал книги по результатам эмпирических исследований, в том числе «Конструирование этничности: Этнические общины в Санкт-Петербурге» (1998). С 1995 по 2004 год Центр публиковал сборники Трудов на русском и английском языках. В 2009 опубликованы книги в серии «Качественные методы в социальных исследованиях». Так, Центр независимых социологических исследований занял своё достойное место как один из немногих социологических научных институтов Петербурга, признаваемый коллегами за вклад в развитие дисциплины.
Помимо исследований, ЦНСИ занимался социализацией молодых ученых через стипендии, специальные курсы и практикумы. С 1998 года он работал в партнерстве с Фондом Генриха Белля над реализацией стипендиальной программы для талантливых молодых исследователей. С 2003 года ЦНСИ организовывал практические занятия по качественным методам исследований для слушателей курсов Центра социологического образования Института социологии РАН (Москва). В 2004 и 2005 году аналогичная программа была реализована совместно с высшей школой Osterlens folkhogskola (Tomelilla, Sweden) для шведских студентов. В 2010 году был реализован образовательный проект «Школа Пи» (школа пишущего исследователя), нацеленный на развитие навыков академического письма у практикующих исследователей, обучение техникам и навыкам редактирования и рецензирования. В 2012 году проводилась образовательная программа (Осенняя школа) для магистрантов Университета Эрфурта (Германия).
Совместно с другими научными институтами ЦНСИ организовывал конференции «Социальные науки, расистский дискурс и дискриминационные практики» (2001), «Расистский дискурс в российском образовании» (2004), «Биографический метод в исследовании постсоциалистических обществ:10 лет спустя» (2006), «Русское поле: взгляд из-за рубежа» (2009).

## Научная работа

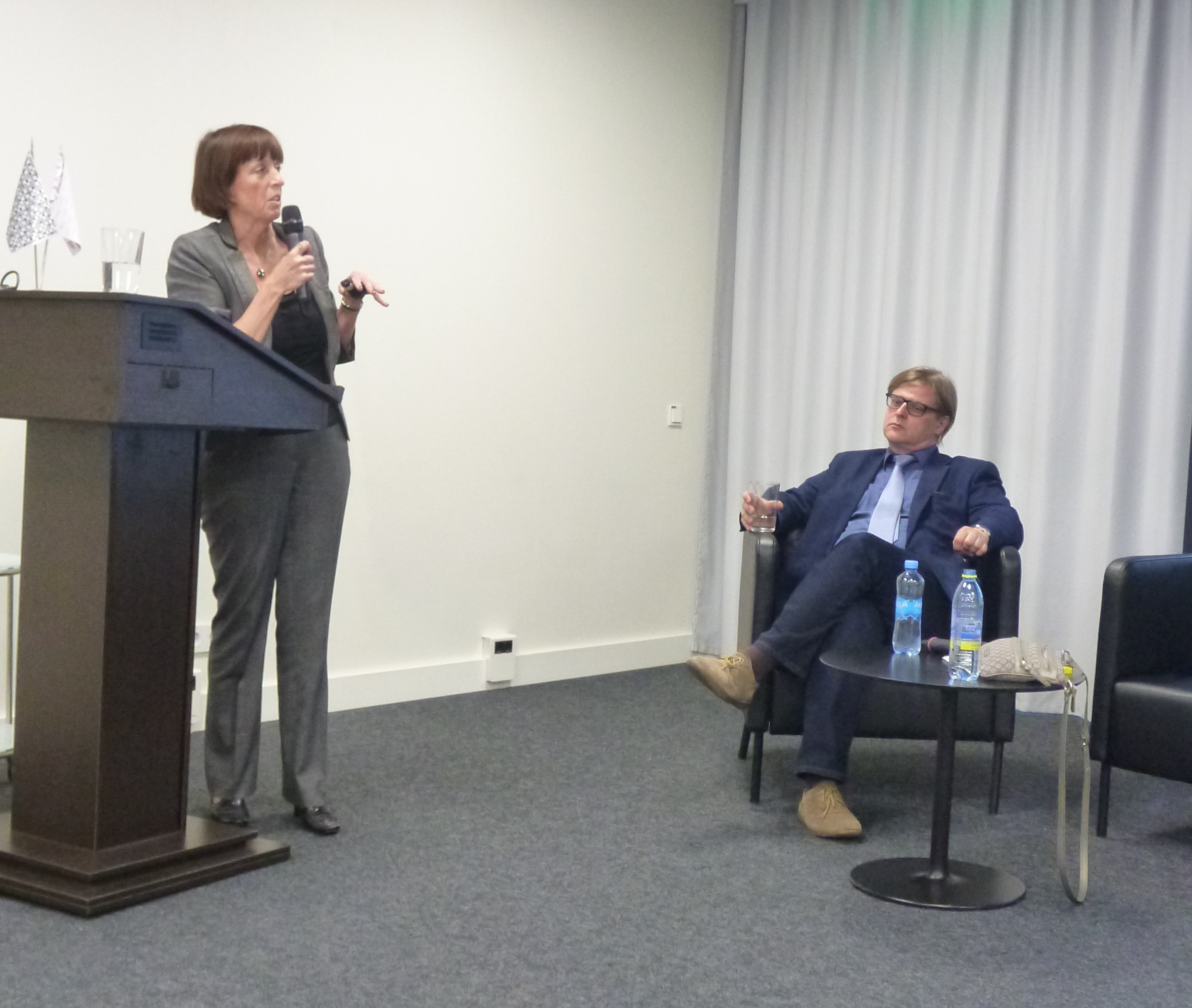
Сотрудники ЦНСИ Ирина Олимпиева и Дмитрий Дубровский читают в Ельцин-центре доклад об академической свободе, 20 мая 2021 года

Сотрудники ЦНСИ вели активную экспертную деятельность в области национальной политики, гендерных отношений, городского планирования, экологии, права и др. В ЦНСИ действовала экспертная группа по лесной сертификации Лесного попечительского Совета (FSC).
К профилирующим направлениям исследований относились:
- Миграции, этничность и национализм;
- Границы и приграничные сообщества;
- Гендерные исследования;
- Экологическая социология;
- Социальные исследования экономики;
- Общество и право;
- Городские исследования.

Исследовательский опыт был положен в основу учебных курсов, которые сотрудники Центра читали в Европейском университете в Санкт-Петербурге, Высшей школе экономики (Санкт-Петербургский филиал), Гумбольдтском университете в Берлине и др.
Библиотека насчитывала более 18 000 единиц хранения, её электронный каталог доступен через интернет. В архиве ЦНСИ собраны материалы исследований, редкие журналы и газеты,  база газетных статей (с 1991 года по 60 исследовательским направлениям).
Ежегодно в ЦНСИ проходили ознакомительную практику более 100 студентов вузов СПб, более 20 человек производственную практику и стажировки. В Центре постоянно работали исследователи, стажеры и волонтеры из других стран.
С 2005 года ЦНСИ инициировал несколько институциональных и сетевых проектов, существующих относительно автономно:
- «Агентство Экспертиза»[30] — проект, запущенный в 2005 году под руководством Любови Ежовой и занятый преимущественно маркетинговыми исследованиями, экспертной и консалтинговой деятельностью. За 10 лет было проведено более 100 проектов в области социальной политики, судебной реформы и защиты прав граждан в суде. Агентство сотрудничает с производственными организациями, исследуя факторы внутренней среды и готовности предприятия к инновациям, проводит тренинги персонала.
- «Laboratorium. Журнал социальных исследований» — печатный орган, учрежденный ЦНСИ в 2007 году и издаваемый при финансовой поддержке фонда Д. и К. Макартуров. Журнал задуман как лаборатория социологической мысли, международная и междисциплинарная дискуссионная площадка для специалистов в области социальных наук. К 2012 году вышло семь номеров.[31]